# Biblioteca Centrale Roberto Ruffilli
La Biblioteca Centrale Roberto Ruffilli è la biblioteca del Campus di Forlì dell'Alma Mater Studiorum, Università di Bologna. Le aree disciplinari maggiormente trattate sono l'economia, il diritto, le scienze sociali (scienze politiche, relazioni internazionali, sociologia), le lingue e le letterature straniere, la linguistica e la sociolinguistica, l'ingegneria aerospaziale e meccanica, la medicina.

## Storia
La Biblioteca Roberto Ruffilli nasce nel 1990 per i corsi di laurea promossi dalla Facoltà di Scienze Politiche a Forlì, a seguito del decentramento dell'Università di Bologna in Romagna.
La dotazione originaria era costituita dai cinquemila volumi della biblioteca personale del professore e senatore Roberto Ruffilli,  ubicati nello storico Palazzo Orsi Mangelli.
Nel 1994 la sede viene spostata nel padiglione Pallareti dell’ex Ospedale Morgagni, destinato ad ospitare il futuro Campus universitario.
Dal 1995 assorbe le biblioteche della Scuola Superiore di Lingue Moderne per Interpreti e Traduttori, della Facoltà di Scienze Politiche e della Facoltà di Economia.

## Collezione
Il patrimonio della Biblioteca, circa 166.000 documenti, è costituito, oltre che dai volumi necessari per la didattica e la ricerca, da un'ampia collezione musicale (cd e DVD) e da riviste su carta e online. Il catalogo della Biblioteca è consultabile in rete.
Le risorse digitali (e-book, riviste, banche dati) sono disponibili per gli utenti istituzionali attraverso il Portale del Sistema Bibliotecario d'Ateneo.
La Biblioteca fa parte del Polo Unificato Bolognese del Servizio Bibliotecario Nazionale.

## Fondi librari
Presso la Biblioteca sono conservati numerosi fondi librari pervenuti tramite donazioni o lasciti testamentari, alcuni dei quali anche di rilievo archivistico:

### Fondo Luciano Antonetti
Si tratta della biblioteca personale del giornalista Luciano Antonetti, costituita da circa 1500 libri, riviste ed estratti sulla storia della Cecoslovacchia, della Repubblica Ceca, della Repubblica Slovacca e del movimento comunista in Europa, a cui si aggiungono documenti personali e una piccola collezione di francobolli, banconote e monete.

### Fondo Bernard Benstock
È costituito da circa 1500 documenti appartenuti allo studioso americano Bernard Benstock sul modernismo, la scrittura femminile e la critica femminista; comprende inoltre le opere di James Joyce e numerosi testi e saggi di argomento poliziesco.

### Fondo Rosa Maria Bollettieri Bosinelli
Si tratta della biblioteca personale della Professoressa Rosa Maria Bollettieri Bosinelli, docente di Lingua Inglese dell'Università di Bologna, costituita da circa 1300 libri, 450 DVD, riviste ed estratti su cinema, traduzione e letteratura, con particolare riferimento a James Joyce a cui si aggiungono documenti personali e materiali di lavoro.

### Fondo Luigi Heilmann
È costituito da 4000 libri e da più di 200 riviste di linguistica, glottologia, dialettologia, semantica, filologia, prosodia, metrica, lingue straniere e letteratura greca, latina ed italiana, appartenuti al linguista Luigi Heilmann.

### Fondo Henry Huttenbach
È costituito da circa 3000 libri e riviste che trattano di storia, lingua, letteratura e cultura russe, ebraismo e genocidio, appartenuti al Professor Henry Huttenbach, docente di storia dell'Università della Città di New York.

### Fondo Don Francesco Ricci
Si tratta della biblioteca personale di Don Francesco Ricci, fondatore della Gioventù Studentesca e del Centro di Studi dell'Europa dell'Est, costituita da circa 2000 libri e riviste sulla cultura e le istituzioni dei paesi dell'Europa Orientale, a cui si aggiungono numerosi documenti personali.

### Fondo Luigi Rosiello
È costituito da circa 2600 libri e riviste e 1800 estratti che trattano di linguistica, dialettologia, filosofia del linguaggio, storia della lingua e psicolinguistica, appartenuti al linguista Luigi Rosiello.

### Fondo Roberto Ruffilli
Si tratta della biblioteca personale del Senatore Roberto Ruffilli, costituita da circa 5000 libri, riviste ed estratti di politica, storia dei movimenti e delle istituzioni politiche, storia moderna e contemporanea.

### Fondo Luigi Schenoni
È costituito da circa 1000 libri, dizionari e riviste di letteratura, critica letteraria e linguistica, appartenuti a Luigi Schenoni, il primo traduttore italiano del romanzo Finnegans Wake di James Joyce. Comprende inoltre numerosi documenti personali.

### Fondo Philippe Schmitter
Si tratta della biblioteca personale di Philippe Schmitter, docente di Scienze Politiche all’Istituto Universitario Europeo di Fiesole. È costituita da circa 500 libri, riviste ed estratti sulla situazione politica, economica e sociale dell’America Latina, a cui si aggiungono numerosi documenti personali.

### Fondo Erio Sughi
È costituito da circa 800 libri e riviste di lingue e letterature straniere, in particolare quella tedesca, appartenuti ad Erio Sughi, insegnante, poeta, critico e traduttore forlivese.